# Acquaviva (Cagli)
Acquaviva è una frazione del comune di Cagli in provincia di Pesaro-Urbino nelle Marche. Estesa su un territorio che include un affluente dello Screbia, il Fosso Canala, la località deve il suo nome a una famiglia dell'XI-XII secolo e ai suoi castelli, noti appunto come Castello di Acquaviva del Monte o di Figarola e Castello del Piano o Acquaviva di Giovanni. Una pieve annessa al primo castello, nota come pieve di Santo Stefano, attestata sin dal 1202, si trova in rudere in località Montione. La chiesa fu distrutta da un terremoto prima del 1783, quando fu restaurata, e fu infine abbandonata dopo la Seconda guerra mondiale. La zona fu colpita da intensi bombardamenti durante la Seconda guerra mondiale: uno degli effetti fu la distruzione della stazione di Grumale.

## Geografia fisica
Acquaviva è una località posta a 2 km a sud-est di Cagli, sulle pendici orientali del Monte Bambino (Gruppo del Monte Catria), e si estende da 370 m a 470 m s.l.m. Nel suo territorio, che include  i nuclei abitati di Montione e Grumale, il Fosso Canala ha intaccato la Conoide di Acquaviva con i suoi depositi di detriti. A ridosso della frazione si trovano Calamello e Paravento.
Nel suo territorio vi erano probabilmente dei mulini, la cui presenza è testimoniata da due toponimi, Molinaccio e Valle dei Molini.